# Stefan Jażdżyński

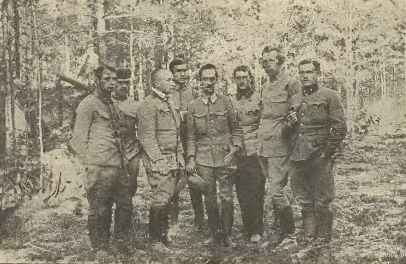
Oficerowie 4 pułku piechoty Legionów Polskich. Od lewej: Feliks Jędrychowski, ks. Konopka, Rudolf Witold Udołowicz, dr Bobrowski, Nowakowski, Kamiński, Stefan Jażdżyński, 1915–1916.

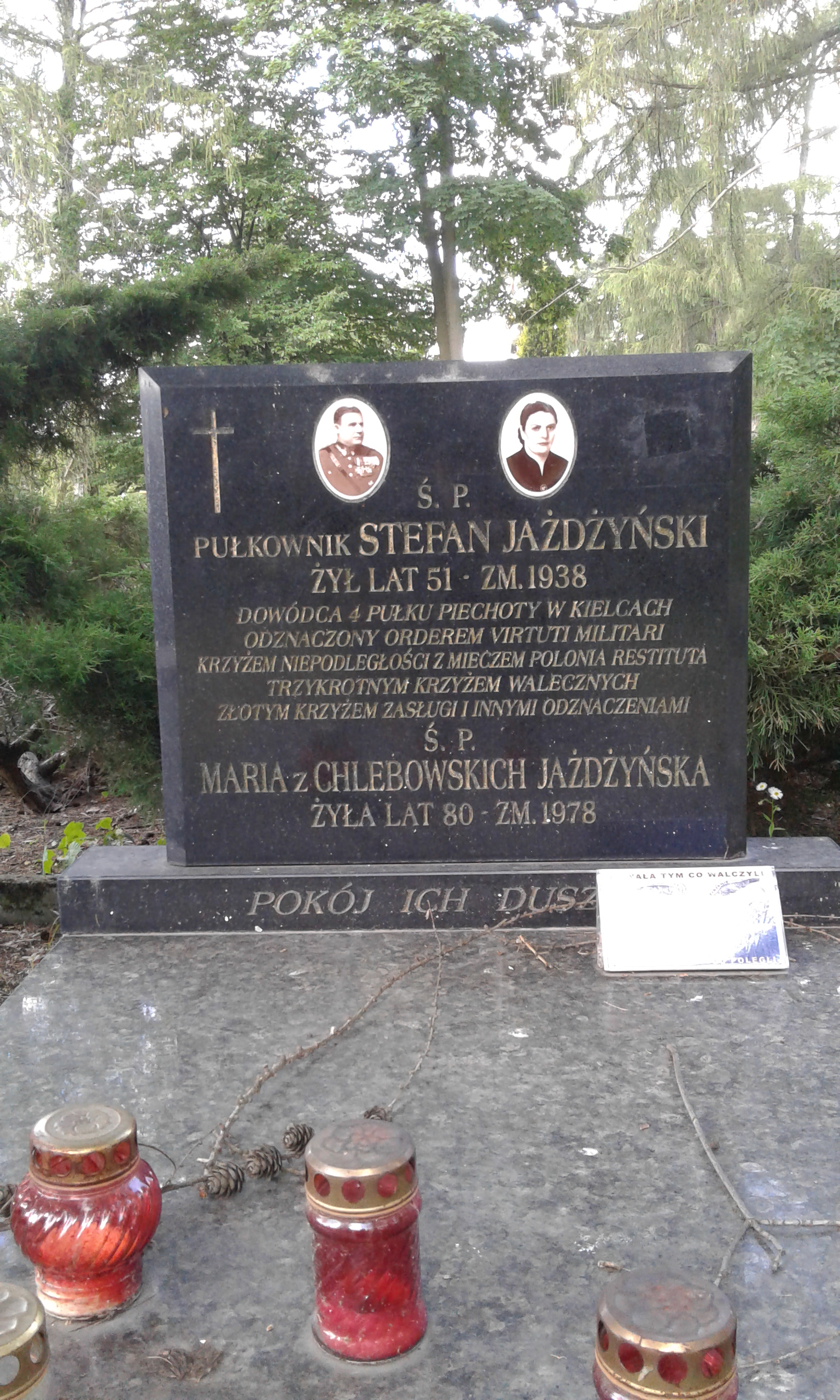
grób Stefana Jażdżyńskiego

Stefan Jażdżyński (ur. 25 marca 1886 w Piotrkowie Trybunalskim, zm. 21 września 1938 w Warszawie) – pułkownik piechoty Wojska Polskiego, kawaler Orderu Virtuti Militari.

## Życiorys
W latach 1897–1904 uczył się w Szkole Handlowej w Łodzi. W 1905 roku został aresztowany za działalność rewolucyjną i zesłany do Czelabińska. Po ucieczce z zesłania dotarł do Chrzanowa i schronił się w pobliskiej Sierszy, gdzie podjął pracę jako magazynier w kopalni.
W 1909 roku był zastępcą naczelnika „Sokoła” w Chrzanowie. Ukończył kursy podoficerskie i szkołę oficerską organizacji (w 1914 roku). 14 sierpnia 1914 roku objął dowództwo plutonu w 7. Stałej Drużynie Sokoła, z którą na początku września udał się do Krakowa, gdzie został przydzielony do 2 pułku piechoty, w którym dowodził w 1. plutonem 8. kompanii. Od 2 października 1914 roku walczył na froncie karpackim. W styczniu 1915 roku zapadł na zdrowiu i leczył się w Szpitalu Rezerwowym nr 1 w Wiedniu. 1 kwietnia 1915 roku dostał przydział do IV baonu 2 pp LP, który stał się zalążkiem 4 pułku piechoty LP. Wraz z tym pułkiem wyruszył 15 lipca 1915 roku z Piotrkowa na front na czele 1. plutonu 9. kompanii. 1 listopada objął dowództwo 12. kompanii tego pułku.
Został zwolniony z Legionów 12 sierpnia 1917 roku po kryzysie przysięgowym. Zaczął formować Polską Organizację Wojskową w Chrzanowie. 1 listopada 1918 roku powołał tam kompanię, która wkrótce weszła w skład 4. pułku piechoty Legionów. 4 grudnia tego roku objął dowództwo III baonu 4. pp Legionów, z którym 11 kwietnia 1919 roku wyruszył na front litewsko-białoruski. W okresie od 11 sierpnia do 10 października 1919 roku przebywał w szpitalu i na rekonwalescencji. Następnie objął komendę nad baonem zapasowym 4. pp Legionów.
W 1921 roku został w zastępstwie Inspektorem Piechoty Dowództwa Okręgu Generalnego „Kielce”, a następnie dowódcą 4. pp Leg. (którym był w latach 1921–1930). Potem został komendantem placu w Wilnie. Ze względu na stan zdrowia został 31 sierpnia 1931 roku przeniesiony w stan spoczynku. W latach 30. był tymczasowym wiceprezydentem miasta Radomia, przewodniczącym Komitetu Niesienia Pomocy Bezrobotnym. Gdy uległ częściowemu paraliżowi, z rodziną powrócił do Kielc.

## Awanse
- chorąży piechoty – 11 listopada 1914 roku
- podporucznik piechoty – 20 sierpnia 1915 roku (XI ranga, rozkaz Komendy LP nr 148 z 20 sierpnia 1915 roku)
- porucznik piechoty – 23 września 1916 roku, ze starszeństwem z dniem 1 lipca 1916 roku
- kapitan piechoty – 15 listopada 1918 roku, z rozkazu gen. Bolesława Roi
- major piechoty – 21 lipca 1920 roku, ze starszeństwem z dniem 1 kwietnia tego roku
- podpułkownik piechoty – 15 sierpnia 1924 roku
- pułkownik piechoty –

## Życie prywatne
Stefan Jażdżyński urodził się w rodzinie Antoniego i Rozalii z domu Sobczyk (albo Sobczak). Ożenił się z Marią Chlebowską (ok. 1898–1978). Mieli dzieci: Tadeusza Ludwika, Wiesława Stefana, Jerzego Bogumiła i Janinę.
Po śmierci został pochowany w Kielcach.

## Ordery i odznaczenia
- Krzyż Srebrny Orderu Wojskowego Virtuti Militari nr 6031 – 17 maja 1922[1][2]
- Krzyż Niepodległości – 6 czerwca 1931[3]
- Krzyż Oficerski Orderu Odrodzenia Polski – pośmiertnie
- Krzyż Kawalerski Orderu Odrodzenia Polski – 11 listopada 1934[4]
- Krzyż Walecznych trzykrotnie
- Złoty Krzyż Zasługi – 10 listopada 1928[5]
- Medal Pamiątkowy za Wojnę 1918–1921
- Medal Dziesięciolecia Odzyskanej Niepodległości